# کیهان ملکی
کیهان ملکی (زاده ۱۳۴۷ در تهران) هنرپیشه ایرانی است.

## زندگی حرفه‌ای
کیهان ملکی کار خود را از سال ۱۳۵۶ تا ۱۳۶۲ با بازی در تئاترهای دانش‌آموزی آغاز کرد. او کار خود در سینما را از سال ۱۳۷۲ با نقشی کوتاه در فیلم آرزوی بزرگ به کارگردانی خسرو شجاعی آغاز کرد.
کیهان ملکی با جنگ ۳۹ (داریوش کاردان ۱۳۷۳) شناخته شد. اما با مجموعه تلویزیونی روزگار جوانی (شاپور قریب ۱۳۷۷) بود که محبوب شد و با مجموعه همسایه‌ها (محمدحسین لطیفی ۱۳۷۹) توانایی‌هایش را به رخ همگان کشید.
کیهان ملکی در سینما هم موفق بود. در معجزه خنده بازی زیبایی ارائه داد. بازی او در فیلم مرد بارانی مورد توجه مخاطبان قرار گرفت.

## فیلم‌شناسی

### فیلم‌های سینمایی و تلویزیونی
- مستند رویگری با روایت کیهان ملکی (۱۴۰۰)، کیهان ملکی > کارگردان و مجری
- چند قدم آنطرف تر فیلم کوتاه (۱۳۹۹)، امید معلم
- شمارش فیلم کوتاه (۱۳۹۸)، راحیل بوستانی
- توته فیلم کوتاه (۱۳۹۸)، الهام احمدی
- بودن یا نبودن فیلم کوتاه (۱۳۹۶)، کیهان ملکی > فیلم نامه نویس، کارگردان، تهیه‌کننده
- مستند چگونگی تولید نمایشنامه خوانی (تمسخرخوانی) (۱۳۹۱)، کیهان ملکی > فیلم نامه نویس، کارگردان، تهیه‌کننده
- این فیلم مهم نیست فیلم کوتاه

(?)، رامبد جوان و مازیار میری
- من و جمعه (۱۳۹۷)، حسین عامری
- Utopia آرمانشهر (۱۳۹۴)، حسن ناظر
- تاوان (۱۳۹۴)، رضا غفاری اعتبار
- به وقت رهایی (۱۳۹۲)، ناصر قهرمانی
- سایه‌های سرد (۱۳۹۱)، حسین پور ستار
- کی لی خان (۱۳۹۰)، حسین تبریزی
- سایه‌ها (۱۳۸۹)، حسین شهابی
- میعاد در سپیده دم (۱۳۸۹)، مجید جوانمرد
- گمشده گان (۱۳۸۹)، محمدرضا اعلامی
- غریبه‌ها (۱۳۸۹)، یزدان فتوحی
- شاه کلید (۱۳۸۹)، حسین تبریزی
- بی خوابی (۱۳۸۸)، محمد باقریان
- پرواز مرغابی‌ها_بازیگر، بازیگردان، انتخاب بازیگر (۱۳۸۸)، علی شاه‌حاتمی
- ستاره من (۱۳۸۸)، حسین سهیلی زاده
- چتر سفید (۱۳۸۸)، جابر قاسمعلی
- پدر کاغذی (۱۳۸۷)، علیرضا اسحاقی
- چهار بهار (۱۳۸۷)، محمدرضا اعلامی
- چراغ خاموش، چراغ روشن (۱۳۸۷)، حسین تبریزی
- بیداری (۱۳۸۷)، فرزاد مؤتمن
- زمان فرا خواهد رسید (۱۳۸۶)، یزدان فتوحی
- مکافات (۱۳۸۵)، حسن لفافیان
- حضور (۱۳۸۵)، احمد حسنی مقدم
- پروانه‌ای در مه (۱۳۸۴ محمدجواد کاسه‌ساز)
- آنسوی سپیده دم (۱۳۸۴)، محمد زرقانی
- زاگرس (۱۳۸۴)، محمدعلی نجفی
- شهردار (۱۳۸۴)، حسین تبریزی
- نبش خیابان دوم (۱۳۸۳)، نادر سامانیان
- نیلوفر آبی (۱۳۸۲)، فریدون حسن پور
- دلقک (۱۳۸۲)، هوشنگ هدایتی
- خشم و قضاوت (۱۳۸۱)، مهرداد خوشبخت
- بر مدار چلیپا_بازیگر، بازیگردان، انتخاب بازیگر (۱۳۸۱)، علی شاه حاتمی
- ترکش‌های صلح_ انتخاب بازیگر، بازیگردان (۱۳۸۰)، علی شاه حاتمی
- مانی و ندا (۱۳۷۹)، پرویز صبری
- مرد بارانی (۱۳۷۸)، ابوالحسن داوودی
- معجزه خنده (۱۳۷۵)، یدالله صمدی
- عاشق فقیر (۱۳۷۴)، حسینعلی لیالستانی
- آرزوی بزرگ (۱۳۷۳)، خسرو شجاعی

## مجموعه‌های تلویزیونی
| سال       | عنوان مجموعه             | کارگردان                                      | توضیحات            |
| --------- | ------------------------ | --------------------------------------------- | ------------------ |
| ۱۳۷۲      | نوروز ۷۳                 | حسین فردرو                                    | جنگ‌تلویزیونی       |
| ۱۳۷۳      | جنگ ۳۹                   | داریوش کاردان مهرداد خسروی                    | شبکه ۲             |
| ۱۳۷۵      | هوای تازه                | محمد رحمانیان                                 | شبکه ۳             |
| ۱۳۷۶      | پهلوانان نمی‌میرند        | حسن فتحی                                      | شبکه ۲             |
| ۱۳۷۶      | سبز زخمی                 | بهرام کاظمی                                   | شبکه ۱             |
| ۱۳۷۷      | روزگار جوانی             | شاپور قریباصغر توسلی                          | شبکه ۵             |
| ۱۳۷۹_۱۳۷۸ | این گروه پلیس            | علی قوی تن                                    | شبکه تهران         |
| ۱۳۷۹      | همسفر                    | قاسم جعفری                                    | شبکه ۳             |
| ۱۳۷۹      | کلبه سپید                | مهرداد رایانی مخصوصرحمان سیفی‌آزاد             |                    |
| ۱۳۷۹      | همسایه‌ها                 | محمدحسین لطیفی                                | شبکه ۳             |
| ۱۳۸۱      | فرمان                    | مسعود رشیدی                                   | شبکه ۲             |
| ۱۳۸۲      | مزرعه آفتابگردان         | فریدون حسن پور                                | شبکه ۱             |
| ۱۳۸۳      | مزرعه کوچک               | سیروس مقدم                                    | شبکه ۱             |
| ۱۳۸۴      | روزهای اعتراض            | حسین سهیلی‌زاده                                | شبکه ۲             |
| ۱۳۸۶      | دریا در غربت             | سید رحیم حسینی                                | شبکه ۱             |
| ۱۳۸۷      | مرد دو هزار چهره         | مهران مدیری                                   | شبکه ۳             |
| ۱۳۸۹      | گمشده                    | راما قویدل                                    | سریال/شبکه ۱       |
| ۱۳۹۰      | عکاسخانه                 | فرزین مهدی پور                                | شبکه ۲             |
| ۱۳۹۱      | بال‌های خیس               | عباس رنجبر                                    | شبکه ۱             |
| ۱۳۹۲      | هوش سیاه ۲               | مسعود آب پرور                                 | شبکه ۳             |
| ۱۳۹۴      | جاده قدیم                | بهرام بهرامیان                                | شبکه ۱             |
| ۱۳۹۴      | همسفر خورشید             | علی شاه حاتمی                                 | شبکه ۱             |
| ۱۳۹۴      | معمای شاه                | محمد رضا ورزی                                 | شبکه ۱             |
| ۱۳۹۵      | چرخ فلک                  | عزیزالله حمیدنژادبهرام عظیم پوراحسان عبدی پور | شبکه ۱اپیزود باران |
| ۱۳۹۸      | محکومین ۲ (سرگذشت)       | حسین قناعت_سید جمال سید حاتمی                 | شبکه ۱             |
| ۱۳۹۸      | ستایش (فصل سوم)          | سعید سلطانی                                   | شبکه ۳             |
| ۱۳۷۴      | برنامه ترکیبی لبه شادی   | سمنانی                                        | نویسنده            |
| ۱۳۷۸      | کشتی اسپرانزا            | محمد رضا رحمانیان                             | تله تئاتر_شبکه ۲   |
| ۱۳۹۶      | هزارداستان               | مجری برنامه                                   | شبکه نسیم          |
| ۱۳۹۸      | مسابقه سینمایی ۴۳۲۱ داور | حسین مروی                                     | شبکه ۴             |